# Bernardo Ruiz Juárez
Bernardo Ruiz Juárez (Oaxaca de Juárez) es un actor, pintor y artista plástico mexicano de origen zapoteca, conocido mundialmente por su actuación en la película Apocalypto (2006) de Mel Gibson, y Las lecciones de Silveria (2014).

## Biografía
Bernardo Ruíz nació en la comunidad de San Marcial, Miahuatlán, Oaxaca. Inicia su formación actoral en el taller de actuación de La Casa de los Teatros, ha participado en distintas puestas en escena, dentro de ese centro cultural y en otras actividades escénicas referente a la cultura prehispánica del Estado de Oaxaca, esto le permitió tener una destacada participación como actor de reparto, en la película Apocalypto, largometraje del director estadounidense Mel Gibson, interpretando a un guerrero maya llamado Cuatro borrachos lo cual le permitió conocer distintos métodos de actuación para el cine, con diversas personalidades dentro del medio cinematográfico.
Bernardo es un artista plástico de profesión en las disciplinas de pintura y escultura, es reconocido dentro de este medio por su temprana incursión a la plástica y por ser acreedor a distintos premios otorgados a su obra tales como: Mención Honorífica en el concurso “La imágen de Juárez en el arte popular” en el museo de sitio “Casa Juárez del INAH, Primer lugar en el concurso internacional “ PINTA TU MUNDO”, Becario del FOESCA, (Fondo Estatal para la Cultura y las Artes) por el proyecto “Mitos y Realidades” entre otros. Ha realizado diversas exhibiciones.
Además del español, que aprendió en la escuela cuando era niño, también habla el idioma zapoteco, su lengua materna.